# Alexander Lang
Pour les articles homonymes, voir Lang.
Alexander Lang, né le 24 septembre 1941 à Erfurt et mort le 31 mai 2024 à Berlin, est un acteur et metteur en scène allemand.

## Biographie
Alexander Lang naît  le 24 septembre 1941 à Erfurt,. Après son apprentissage, il s'inscrit à la Staatliche Schauspielschule de Berlin. Il rejoint ensuite le Maxim-Gorki-Theater de la ville en 1966, avant de rejoindre le Berliner Ensemble en 1969. Son parcours commence lorsqu'il rejoint le Deutsches Theater, où il reste jusqu'en 1986.
À la fin des années 1970, Alexander Lang se concentre davantage sur la mise en scène et crée des mises en scène de pièces connues, comme Le songe d'une nuit d'été de Shakespeare en 1980 et La mort de Danton de Georg Büchner en 1981. Il joue le rôle du philosophe réservé Ralph dans Solo Sunny de Konrad Wolf, aux côtés de Renate Krößner. Le film est un grand succès.
À partir de 1986, il est membre de l'Académie des arts de Berlin, qui reconnaît ses compétences en lui décernant le prix Konrad Wolf en 2020.
Alexander Lang meurt le 31 mai 2024 à Berlin à l'âge de 82 ans.